# Бурега Володимир Вікторович
Володимир Вікторович Бурега (нар. 24 серпня 1971, Суми) — український богослов та церковний історик з юрисдикції УПЦ московського патріархату, кандидат богослов'я - випускник аспірантури Московської духовної академії РПЦ, проректор та професор Київської духовної академії УПЦ-МП, кандидат історичних наук - випускник аспірантури Московського державного університету, голова інформаційно-аналітичної служби Київської митрополії МП,  експерт у сфері квір-теології (учасник двох загальноєвропейських форумів ЛГБТ-християн 2013 та 2015 років).

## Життєпис
Народився 24 серпня 1971 року в Сумах.
1996 року закінчив з відзнакою Сумський педагогічний університет, 2000 року закінчив Московську духовну семінарію, в 2004 році закінчив Московську духовну академію.
Маючи на той час громадянство Росії, Бурега вступив до аспірантури  Інституті слов'янознавства Російської академії наук, де захистив кандидатську дисертацію за темою: «Православна церква у Чеських землях 1918—1938»[джерело?].
Протягом 2004—2008 років викладав у Московської духовної академії та семінарії, читав курси історії Помісних церков, історії Римо-Католицької Церкви, Гомілетики.
У вересні 2008 року переїхав до Києва, де став викладачем Київської духовної академії і семінарії УПЦ МП, з 2009 року — доцент, з 2012 — професор.
20 жовтня 2009 року в Інституті слов'янознавства Російської академії наук захистив кандидатську дисертацію на здобуття ступеня кандидата історичних наук за темою «рос. Государство и Православная Церковь в Чехословакии (1918–1938)».
З 2009 року регулярно виступає з публікаціями на кількох українських інтернет-ресурсах («Релігія в Україні», «Православіє в Україні», «Релігійно-інформаційна служба України» тощо). У 2007-2010 роках був одним з редакторів сайту «Богослов.ру». Автор низки статей у «Православній енциклопедії».
30 серпня 2010 року призначений проректором Київської духовної академії і семінарії з науково-богословської роботи.
З 2012 року також займає посаду голови Інформаційно-аналітичної служби Київської митрополії УПЦ МП.

## Суспільна діяльність та погляди
Бурега бере участь в наукових та релігійних проектах. З 2009 року резолюцією митрополита Володимира Сабодана (УПЦ МП) призначений представником УПЦ МП в екуменічній групі «Примирення в Європі: завдання Церков в Україні, Білорусі, Польщі та Німеччині». Брав участь в богословському діалозі між РПЦ та Евангелічною Церквою Німеччини, в інших міжхристиянських форумах.
У серпні 2015 року став учасником ЛГБТ-християнського наукового форуму в фінському містечку Ляйліяйнен. Учасниками семінарів були відомі богослови з Росії та України, збірник творів яких, включаючи статтю авторства Буреги, опубліковано англійською мовою.
До свого переїзду з Московської області до Києва у вересні 2008 року був відомий як прихильник екуменізму та активний популяризатор політичного «карпаторусинства», що знайшло певне наукове опертя у його захищеній у Москві дисертації, а також у деяких наукових статтях.
Як представник МДА, брав участь у грантових проектах Римського університуту «Григоріанум». У серпні 2007 року взяв участь з владикою Іларіоном Алфєєвим (РПЦ) у роботі третьої Європейської міжхристиянської асамблеї. Також до 2008 року Бурега активно співпрацював з російськими патріотичними колами Одеси, які представляв його друг, ігумен Агапіт (Юрков).
З переїздом до Києва Бурега поступово дистанціювався від офіційної ідеології Московського патріархату, ставши одним з ідеологів канонічної автокефалії УПЦ МП.
2007 підтримав рішення Синоду УПЦ МП про початок діалогу з УПЦ КП, про відлучення від церковного спілкування Валерія Каурова та очолюваного ним Союзу православних громадян України, вважаючи що це покладе початок деполітизації церковного життя в Україні
В листопаді 2008 року Бурега підтримав нове рішення Синоду УПЦ МП про позбавлення церковного благословення, даного для Союзу православних братств, звинувативши останню структуру в «промосковській політиці», та в «політичній пропаганді».
Влітку 2008 року Бурега заявив про те, що Константинополь може спровокувати розкол в УПЦ МП, констатуючи факт наявності в УПЦ МП «антимосковського» крила.
2009 року висловив думку про те, що відроджена у 1942 році УАПЦ була канонічною, оскільки мала томос від митрополита Діонісія (Валединського), предстоятелья ПАПЦ.)
2010 написав статтю про 1686 р. в житті УПЦ МП, звинувативши РПЦ в тому, що вона у 1686 р. неканонічно анексувала Київську митрополію. Критично ставиться до УАПЦ та УПЦ КП.
З 2008 критикує етнофілетизм ідеології «російського світу» тощо. Саме Бурега, а також священник Зуєв Петро вважаються головними ідеологами автокефалістського крила УПЦ, в чому цих авторів звинувачували православні публіцисти Лукіяник Валентин Борисович, Циганков Сергій Володимирович та Анісімов Василь Семенович.
10 листопада 2012 року за благословення митрополита Володимира був нагороджений вченим званням професора Київської духовної академії.
У 2013—2014 рр. Бурега відмовлявся підписувати відкриті листи духовенства та мирян УПЦ МП на захист Революції гідности, які ініціював прес-секретар Предстоятеля УПЦ МП протоієрей Георгій Коваленко.
З лютого 2014 року намагався виступати речником Київської митрополії УПЦ МП, та як вірний апологет митрополита Антонія (Паканича), скомпрометованого зв'язками з Януковичем. Зокрема, 23 лютого 2014 року Бурега заявив про те, що саме завдяки Антонію вдалося «вберегти Лавру від захоплення самообороною майдану», та знизити напругу довкола Лаври.
2014 року виступив, щоб церква була активно залучена до громадсько-політичного життя, але не так, як за часів Януковича, динамічніше.
З цією метою, Бурега організував зустріч Антонія (Паканича) з православними блогерами..
18 травня 2014 року Бурега та священник Петро Зуєв, Богдан Огульчанський, архімандрит Віктор (Бедь), та ряд інших представників УПЦ МП опублікували заяву «Обращение к жителям востока Украины в связи с сообщениями об угрозах священникам и приходам украинских конфессий», де засудили сепаратизм та тероризм.
У вересні 2014 року Бурега заперечив факт міжцерковного протистояння в Україні.
2014 назвав завчасним, але виправданим знесення монументів Леніну в Україні.
Того ж року виступив з вимогою позбавлення сану затриманого СБУ священика Володимира Марецького з Луганщини, який начебто переховував зброю. Бурега зазначив, що позбавлення сану Марецького вимагають численні церковно-канонічні норми.
2016 Бурега розкритикував Гаванську декларацію папи Франциска та патріарха Кирила, вказавши на ряд нестиковок та недоречностей.
10 червня 2016 став одним з учасників міжконфесійної конференції «Константинопольський патріархат в історії України: минуле, сучасне, майбутнє», яка відбулась в Українському Домі Києва за участю представників УПЦ МП, УПЦ КП та УАПЦ. Бурега виголосив доповідь на тему «Константинопольський Патріархат на Закарпатті у 1920—1940», де наголошував, що приєднання парафій Константинопольского патріархату на Закарпатті до РПЦ не було добровільним, та проводилося за підтримки НКВС.
30 червня 2016 став співзасновником благодійного фонду «Академічна ініціатива», фактичним заступником голови, а головою фонду став Бортник Сергій Михайлович, народився 5 серпня 1976 р. в м. Васильків Київської області, у 2002—2004 р. був прессекретарем Сумської єпархії, доктор богослов'я (Гейдельбергський університет). По суті, Бортник може вважатися учнем свого земляка — сум'янина Володимира Буреги, тому при протекції останнього вже з січня 2014 року Бортник був доцентом кафедри богослов'я Київської духовної академії і семінарії, співробітником Відділу зовнішніх церковних зв'язків УПЦ МП. Як зазначає низка джерел, робота фонду ведеться за активного сприяння благодійного фонду німецьких католиків «Реновабіс»..
Не пізніше 2021 року став членом Експертної ради Державної служби України з етнополітики та свободи совісті, яку очолювала тоді Богдан Олена Володимирівна . При новому голові Єленському залишився членом цієї ради.
У 2022-2024 роках мав співпрацю з болгарською громадською організацією "Centre for Advanced Study Sofia" (CAS). У листопаді 2023 року Бурега відвідав Софію. 23 листопада 2023 року провів, як модератор, семінар під назвою  "Historical Sociology, International Relations and Russian Civilizational Politics". Далі, 30 листопада 2023 року Бурега презентував свою наукову розробку під назвою "Ukrainian Orthodoxy in the Face of the Challenge of War (Feb ‘22 – Aug ‘22)" 

## Критика
2007 засудив фільм архімандрита Тихона (Шевкунова): «Загибель імперії: невивчений урок», звинувативши його в спробах опорочити Помаранчеву революцію та ідею інтеграції України з Євросоюзом. За такий підхід Бурегу розкритикували російські релігійні публіцисти Дмитро Сафонов та Кирило Фролов, а також протоієрей Олександр Шаргунов, звинувативши Бурегу в симпатіях до проукраїнських сил.
2010 року з критикою Буреги, його автокефалістських поглядів та дружби з греко-католиками виступив московський богослов та священник, випускник МДА Петро Воскресенський.
2013 року священник та богослов УАПЦ Михайло Семків написав про те, що Бурега «фактично окупував усю наукову діяльність, блокуючи колег, вважаючи себе найрозумнішим за всіх» . Ліберальний богослов та однодумець Буреги, доктор філософських наук Юрій Чорноморець заявив, що «його судження визначаються тільки науковими критеріями».
17-18 червня 2023 року Бурега, як "незалежний громадський активіст", став учасником Генеральної асамблеї конференції європейських церков, проведеної у м. Таллін. Разом з ним, Україну представляли Богдан Мостовий і Юлія Коминко..
21 жовтня 2023 року Бурега читав лекцію в рамках Міжнародної школи православного діалогу, яку організувала ГО "Центр святого Кирила Лукаріса", афільована з ПЦУ, в Києві..

## Сім'я
- Батько Віктор Мартович Бурега (нар.1945, Суми) — відомий у Сумах русофільський діяч, випускник КПІ, комп'ютерний технолог, завідувач лабораторії та викладач ДВНЗ «Українська академія банківської справи НБУ». Виступав за "триєдину Русь".
- Сестра, Бурега Людмила Вікторівна, (нар. 1979) — фінансистка, випускниця ДВНЗ «Українська академія банківської справи НБУ».

## Наукові погляди й роботи
Бурега є автором та співавтором кількох монографій та десятків наукових публікацій, сферою його історичних інтересів є дослідження історії Помісних Православних Церков, історії Київської духовної академії тощо.
Бурегу до 2019 року вважали частиною проукраїнського крила УПЦ МП. Але потім він став критиком ПЦУ.[джерело?]
За богословськими поглядами Бурега належить до переконаних екуменістів, регулярно бере участь у екуменічних конгресах.
Як теолог, Бурега виступив за толерантність Церкви у питаннях про жіноче священство, при цьому наполягаючи на тому, що реально в протестантизмі нема священства, тим самим вносячи внутрішні суперечності у свою богословську працю, присвячену даному питанню.
Також Бурега висловився за більш ліберальне та терпиме ставлення Церкви до проблеми гомосексуалізму в християнському середовищі, наполягаючи на тому, що нема на даний час якогось одного усталеного підходу до цього питання в церковних колах, як православних, так й римо-католицьких.
Автор низки історико-теологічних досліджень, сферою історичних інтересів є дослідження історії Київської духовної академії, та теологічної школи при ній.
До 2020 року регулярно друкувався у московському журналі «Вестник Православного Свято-Тихоновского гуманитарного университета. Серия II: История. История Русской Православной Церкви».
Автор трьох книг: одну написав сам, російською мовою: «Киевская духовная академия и семинария» (К., 2009).
Дві монографії видав чеською мовою у співавторстві з чеськими та українськими науковцями:
- Marek Pavel, Bureha Volodymyr. Pravoslavní v Československu v letech 1918—1953: Příspěvek k dějinám Pravoslavné církve v českých zemích, na Slovensku a na Podkarpatské Rusi. Brno, 2008;
- Marek Pavel, Bureha Volodymyr, Danilec Jurij. Arcibiskup Sawatij (1880—1959): Nástin života a díla zakladatelské postavy pravoslavné církve v Československé republice. Olomouc, 2009.